# 27号华盛顿州州道
27号华盛顿州州道（英語：Washington State Route 27，SR 27）是美国华盛顿州的一条州级公路，长约90-英里（140-），位于华盛顿州东部的惠特曼縣和斯波坎縣。